# Allied Air Command
Das Allied Air Command, kurz AIRCOM ist eine NATO-Kommandobehörde zur Führung von Luftstreitkräften. Es ist mit seinem Hauptquartier auf der Ramstein Air Base in Rheinland-Pfalz stationiert und untersteht dem Allied Command Operations (ACO).

## Geschichte
Am 28. Juni 1974 wurden die Allied Air Forces Central Europe (AAFCE) unter Führung des Allied Forces Central Europe (AFCENT) aufgestellt. Beteiligte Nationen waren Belgien, Deutschland, Kanada, die Niederlande, das Vereinigte Königreich und die Vereinigten Staaten von Amerika. Dem AAFCE unterstanden die 2. Allied Tactical Air Force (2ATAF) in Mönchengladbach, zuständig für die NATO-Luftstreitkräfte im nördlichen, und die 4. Allied Tactical Air Force (4ATAF) in Ramstein, zuständig für die Verbände im südlichen Bereich der Central Region.
Mit der Umstrukturierung der NATO wurde das HQ AAFCE am 1. Juli 1993 als HQ Allied Air Forces Central Europe (AIRCENT), deutsch Alliierte Luftstreitkräfte Europa Mitte, neu aufgestellt. Hierbei wurden ihm unter anderem auch die Aufgaben der im gleichen Jahr aufgelösten 2. und 4. ATAF übertragen.
Nach der Auflösung des Kommandos von Allied Forces Northern Europe (AFNORTH) übernahm am 1. Januar 1994 AFCENT dessen Zuständigkeit für Dänemark und die nördlichen Teile Deutschlands. Durch den Beitritt von Polen und Tschechien zur NATO vergrößerte sich der Verantwortungsbereich von AIRCENT im März 1999 erneut. Am 3. März 2000 wurden die AIRNORTHWEST, High Wycombe, Vereinigtes Königreich, und AIRCENT zusammengelegt und Allied Air Forces North (AIRNORTH) wurde aufgestellt. Zusätzlich wurde die Führung der Verbände, die dem HQ Allied Command Baltic Approaches (BALTAP) zugeordnet waren, übernommen.
Nachdem im März 2004 die Baltischen Staaten Estland, Lettland und Litauen sowie die Slowakei Teil der Region Nord der NATO wurden, erfolgte am 1. Juli 2004 nach internen Umstrukturierungen die Umbenennung in Component Command-Air Headquarters Ramstein (CC-AIR Ramstein). Nachdem das Allied Air Command Headquarters Izmir (AC Izmir) aufgelöst worden war, erfolgte zum 1. Januar 2013 die Umbenennung in Headquarters Allied Air Command (HQ AIRCOM), das nun für den gesamten NATO-Bereich zuständig ist.

## Aufgaben
Das AIRCOM in Ramstein ist ein Hauptquartier der NATO-Kommandostruktur auf taktischer Ebene, das dem Allied Command Operations direkt nachgeordnet ist. Der Befehlshaber des AIRCOM berät die Befehlshaber der Joint Forces Commands in Brunssum und Neapel hinsichtlich Luftoperationen und Weltraumfragen. Er nimmt seine Aufgaben als Air Commander (deutsch: Befehlshaber der Luftstreitkräfte), Air Defense Commander (deutsch: Befehlshaber der Luftverteidigung) und Airspace Control Authority (deutsch: Zuständiger für die Luftraumkontrolle) wahr. Das heißt unter anderem, dass er die ihm zugeordneten Teile der Luftstreitkräfte im Zuständigkeitsbereich führt, die Luftverteidigung im geografisch zugewiesenen Gebiet sicherstellt und bei Bedarf die Koordination des Luftraums übernimmt.
In der Praxis zeigen sich diese Aufgaben unter anderem darin, dass das AIRCOM für die Einsätze der Luftstreitkräfte beim NATO-Air Policing Baltikum verantwortlich ist; außerdem wurde bis Ende 2014 der Einsatz im Rahmen der Afghanistan-Mission International Security Assistance Force koordiniert.

## Organisation

NATO-Kommandostruktur

Der Befehlshaber des AIRCOM ist ein amerikanischer General, der zugleich Befehlshaber United States Air Forces in Europe und Director Joint Air Power Competence Centres ist. Unterstützt wird er durch einen international besetzten Stab.
Der Dienstposten seines Stellvertreter wird ab 2013 abwechselnd durch einen französischen und einen britischen Generalleutnant besetzt.

## Unterstellte Kommandos
Unter dem Kommando von AIRCOM stehen drei (zukünftig vier) regionale Combined Air Operations Centre (CAOC). Sie sind gleichzeitig Standort sogenannter Joint Force Air Components (JFAC):
- CAOC Uedem für den Bereich des JFC Brunssum, kollokiert ist eine multinationale JFAC unter Führung der Luftwaffe[5]
- CAOC in Torrejón de Ardoz für den Bereich des JFC Neapel, kollokiert ist eine multinationale JFAC unter Führung des Ejército del Aire y del Espacio[6]
- zukünftiges CAOC in Bodø für den Bereich des JFC Norfolk unter Führung der norwegischen Luftforsvaret[7]
- verlegefähges CAOC Poggio Renatico, dieses CAOC ist verlegbar

Daneben unterstehen dem AIRCOM die beiden Aegis-Ashore-Anlagen im Rahmen der europäischen Active Layered Theatre Ballistic Missile Defence:
- US Naval Support Facility Deveselu, Rumänien, seit 2016
- US Naval Support Facility Redzikowo, Polen, seit 2024

## Kommandeure
Das Kommando wird turnusgemäß vom Befehlshaber der United States Air Forces in Europe – Air Forces Africa, einem Viersterne-General, in Personalunion geführt (siehe dort für eine Übersicht aller Kommandeure). Seinen Stellvertreter im Rang eines Generalleutnants bzw. Air Marshals stellen im Wechsel Frankreich und das Vereinigte Königreich. Der Chef des Stabes im Rang eines Generalmajors wird abwechselnd von Italien und Deutschland nominiert.

## Verweise